# Legendre-Symbol
Das Legendre-Symbol ist eine Kurzschreibweise, die in der Zahlentheorie, einem Teilgebiet der Mathematik, verwendet wird. Es ist nach dem französischen Mathematiker Adrien-Marie Legendre benannt.

## Definition und Notation
Das Legendre-Symbol gibt an, ob die Zahl {\displaystyle a} quadratischer Rest modulo {\displaystyle p} oder quadratischer Nichtrest modulo {\displaystyle p} ist. Dabei ist {\displaystyle a} eine ganze Zahl und {\displaystyle p} eine ungerade Primzahl.
Es gilt
{\displaystyle \left({\frac {a}{p}}\right)={\begin{cases}1,&{\text{wenn }}a{\text{ quadratischer Rest modulo }}p{\text{ und kein Vielfaches von }}p{\text{ ist}},\\-1,&{\text{wenn }}a{\text{ quadratischer Nichtrest modulo }}p{\text{ ist}},\\0,&{\text{wenn }}a{\text{ ein Vielfaches von }}p{\text{ ist}}.\end{cases}}}
Das Legendre-Symbol ist ein Spezialisierung des Jacobi-Symbols, das wiederum eine Spezialisierung des Kronecker-Symbols ist. Alle drei Symbole benutzen daher unmissverständlich dieselbe Schreibweise. Weitere Notationsvarianten für das Legendre-Symbol sind {\displaystyle (a/p)} und {\displaystyle L(a,p)}.

## Berechnung
Das eulersche Kriterium gibt eine mögliche Berechnungsmethode zum Legendre-Symbol an:
{\displaystyle \left({\frac {a}{p}}\right)\equiv a^{\frac {p-1}{2}}{\pmod {p}}}.
Eine weitere Berechnungsmöglichkeit liefert das Lemma von Zolotareff mit
{\displaystyle \left({\frac {a}{p}}\right)=\operatorname {sgn} (\pi _{a,p}),}
wobei {\displaystyle \pi _{a,p}}, die durch
{\displaystyle \pi _{a,p}(k)\equiv a\cdot k{\pmod {p}}}
definierte Permutation der Zahlen von {\displaystyle k=0,\dotsc p-1} ist, und {\displaystyle \operatorname {sgn} } das Vorzeichen einer Permutation bezeichnet.

## Beispiele
2 ist quadratischer Rest modulo 7 – in der Tat ist ja {\displaystyle 2\equiv 3^{2}{\pmod {7}}}:
{\displaystyle \left({\frac {2}{7}}\right)\equiv 2^{\frac {7-1}{2}}=2^{3}\equiv 1\mod 7}
5 ist quadratischer Nichtrest modulo 7:
{\displaystyle \left({\frac {5}{7}}\right)\equiv 5^{\frac {7-1}{2}}=5^{3}\equiv 6\equiv -1\mod 7}
14 ist durch 7 teilbar (also weder Rest noch Nichtrest von 7):
{\displaystyle \left({\frac {14}{7}}\right)\equiv 14^{\frac {7-1}{2}}=14^{3}\equiv 0\mod 7}

## Rechenregeln
Das quadratische Reziprozitätsgesetz macht wichtige Aussagen über das Rechnen mit dem Legendre-Symbol.
Außerdem gelten für alle ganze Zahlen {\displaystyle a}, {\displaystyle b} und alle Primzahlen {\displaystyle p} folgende Rechenregeln:
- {\displaystyle a\equiv b{\pmod {p}}\Rightarrow \left({\frac {a}{p}}\right)=\left({\frac {b}{p}}\right)}
- {\displaystyle \left({\frac {a}{p}}\right)\cdot \left({\frac {b}{p}}\right)=\left({\frac {a\cdot b}{p}}\right)}
- {\displaystyle \sum _{k=1}^{p-1}\left({\frac {k}{p}}\right)=0}.

## Spezielle Werte
Es gilt
{\displaystyle \left({\frac {1}{p}}\right)=1,}
{\displaystyle \left({\frac {2}{p}}\right)=(-1)^{\frac {p^{2}-1}{8}}={\begin{cases}1,&{\mbox{ für }}p\equiv 1{\mbox{ oder }}7{\pmod {8}},\\-1,&{\mbox{ für }}p\equiv 3{\mbox{ oder }}5{\pmod {8}},\end{cases}}}
{\displaystyle \left({\frac {-1}{p}}\right)=(-1)^{\frac {p-1}{2}}={\begin{cases}1,&{\mbox{ für }}p\equiv 1{\pmod {4}},\\-1,&{\mbox{ für }}p\equiv 3{\pmod {4}}.\end{cases}}}
Diese speziellen Werte reichen aus, um jedes nicht-verschwindende Legendre-Symbol durch wiederholtes Aufteilen des „Zählers“ in Primfaktoren, Anwenden des quadratischen Reziprozitätsgesetzes und modulo-Reduktion zu berechnen. So ist zum Beispiel
{\displaystyle \left({\frac {10}{31}}\right)=\left({\frac {2}{31}}\right)\left({\frac {5}{31}}\right)=1\cdot (-1)^{{\frac {5-1}{2}}{\frac {31-1}{2}}}\left({\frac {31}{5}}\right)=\left({\frac {1}{5}}\right)=1.}

## Die besondere Stellung der Zahl 3
Die Zahl 3 liefert bei der Ganzzahldivision als Modulo die Werte 0, 1 und −1 zurück. Dies entspricht genau den Werten des Legendre-Symbols. Es gilt also:
{\displaystyle \left({\frac {a}{3}}\right)\equiv a^{\frac {3-1}{2}}\ \operatorname {mod} \ 3=a\ \operatorname {mod} \ 3}
Andererseits gilt auch:
{\displaystyle \left({\frac {3}{p}}\right)=\prod _{l=1}^{\frac {p-1}{2}}\left[3-4\,\sin ^{2}{\left({\frac {2\pi l}{p}}\right)}\right]}

## Besonderheiten bei Primzahlen
Siehe dazu unter Pythagoreische Primzahl.